# Élections législatives de 1988 en Loir-et-Cher
Les élections législatives françaises de 1988 se déroulent les 5 et 12 juin 1988. Dans le département de Loir-et-Cher, trois députés sont à élire dans le cadre de trois circonscriptions.

## Élus
| Circonscription | Député sortant        | Parti                 | Parti                 | Député élu ou réélu | Parti | Parti    |
| --------------- | --------------------- | --------------------- | --------------------- | ------------------- | ----- | -------- |
| 1re             | Scrutin proportionnel | Scrutin proportionnel | Scrutin proportionnel | Jack Lang           |       | PS       |
| 2e              | Scrutin proportionnel | Scrutin proportionnel | Scrutin proportionnel | Jeanny Lorgeoux     |       | PS       |
| 3e              | Scrutin proportionnel | Scrutin proportionnel | Scrutin proportionnel | Jean Desanlis       |       | UDF (AD) |

## Positionnement des partis
L'UDF et le RPR se présentent unis sous l'étiquette « Union du Rassemblement et du Centre » tandis que les candidats du Parti socialiste se rangent sous la bannière de la « Majorité présidentielle pour la France unie », slogan de la campagne présidentielle de François Mitterrand.

## Résultats

### Résultats à l'échelle du département
| Parti          | Parti                               | Premier tour | Premier tour | Second tour | Second tour | Sièges |
| Parti          | Parti                               | Voix         | %            | Voix        | %           | Sièges |
| -------------- | ----------------------------------- | ------------ | ------------ | ----------- | ----------- | ------ |
|                | Parti socialiste                    | 64 097       | 42,93        | 82 667      | 51,57       | 2      |
|                | La France unie                      | 64 097       | 42,93        | 82 667      | 51,57       | 2      |
|                |                                     |              |              |             |             |        |
|                | Union pour la démocratie française  | 33 194       | 22,23        | 50 499      | 31,50       | 1      |
|                | Rassemblement pour la République    | 21 168       | 14,18        | 27 148      | 16,93       | 0      |
|                | Divers droite                       | 7 686        | 5,15         |             |             | 0      |
|                | Union du Rassemblement et du Centre | 62 048       | 41,56        | 77 647      | 48,43       | 1      |
|                |                                     |              |              |             |             |        |
|                | Parti communiste français           | 11 656       | 7,81         |             |             | 0      |
|                | Front national                      | 11 499       | 7,70         | 0           |             |        |
|                |                                     |              |              |             |             |        |
| Inscrits       | Inscrits                            | 216 953      | 100,00       | 216 888     | 100,00      | 3      |
| Abstentions    | Abstentions                         | 64 648       | 29,8         | 52 835      | 24,36       |        |
| Votants        | Votants                             | 152 305      | 70,2         | 164 053     | 75,64       |        |
| Blancs et nuls | Blancs et nuls                      | 3 005        | 1,97         | 3 739       | 2,28        |        |
| Exprimés       | Exprimés                            | 149 300      | 98,03        | 160 314     | 97,72       |        |

### Résultats par circonscription

#### Première circonscription (Blois)
| Candidat       | Candidat                  | Parti          | Premier tour | Premier tour | Second tour | Second tour |  |
| Candidat       | Candidat                  | Parti          | Voix         | %            | Voix        | %           |  |
| -------------- | ------------------------- | -------------- | ------------ | ------------ | ----------- | ----------- |  |
|                | Jack Lang sortant réélu   | PS             | 24 371       | 46,39        | 31 011      | 55,71       |  |
|                | François Burdeyron        | UDF (PR) (URC) | 12 115       | 23,06        | 24 652      | 44,29       |  |
|                | Pierre Fouquet-Hatevilain | diss. UDF      | 7 686        | 14,63        |             |             |  |
|                | Anne-Marie Chalvet        | FN             | 4 286        | 8,16         |             |             |  |
|                | Roger Leclerc             | PCF            | 4 073        | 7,75         |             |             |  |
|                |                           |                |              |              |             |             |  |
| Inscrits       | Inscrits                  | Inscrits       | 78 375       | 100,00       | 78 353      | 100,00      |  |
| Abstentions    | Abstentions               | Abstentions    | 24 801       | 31,64        | 21 289      | 27,17       |  |
| Votants        | Votants                   | Votants        | 53 574       | 68,36        | 57 064      | 72,83       |  |
| Blancs et nuls | Blancs et nuls            | Blancs et nuls | 1 043        | 1,95         | 1 401       | 2,46        |  |
| Exprimés       | Exprimés                  | Exprimés       | 52 531       | 98,05        | 55 663      | 97,54       |  |

#### Deuxième circonscription (Romorantin-Lanthenay)
| Candidat       | Candidat               | Parti          | Premier tour | Premier tour | Second tour | Second tour |  |
| Candidat       | Candidat               | Parti          | Voix         | %            | Voix        | %           |  |
| -------------- | ---------------------- | -------------- | ------------ | ------------ | ----------- | ----------- |  |
|                | Jeanny Lorgeoux élu    | PS             | 21 614       | 43,08        | 27 864      | 50,65       |  |
|                | Patrice Martin-Lalande | RPR (URC)      | 21 168       | 42,2         | 27 148      | 49,35       |  |
|                | Pierre Bertoux         | PCF            | 3 894        | 7,76         |             |             |  |
|                | Miguel de Peyrecave    | FN             | 3 491        | 6,96         |             |             |  |
|                |                        |                |              |              |             |             |  |
| Inscrits       | Inscrits               | Inscrits       | 71 522       | 100,00       | 71 497      | 100,00      |  |
| Abstentions    | Abstentions            | Abstentions    | 20 446       | 28,59        | 15 359      | 21,48       |  |
| Votants        | Votants                | Votants        | 51 076       | 71,41        | 56 138      | 78,52       |  |
| Blancs et nuls | Blancs et nuls         | Blancs et nuls | 909          | 1,78         | 1 126       | 2,01        |  |
| Exprimés       | Exprimés               | Exprimés       | 50 167       | 98,22        | 55 012      | 97,99       |  |

#### Troisième circonscription (Vendôme)
| Candidat       | Candidat                    | Parti          | Premier tour | Premier tour | Second tour | Second tour |  |
| Candidat       | Candidat                    | Parti          | Voix         | %            | Voix        | %           |  |
| -------------- | --------------------------- | -------------- | ------------ | ------------ | ----------- | ----------- |  |
|                | Jean Desanlis sortant réélu | UDF (AD) (URC) | 21 079       | 45,23        | 25 847      | 52,07       |  |
|                | Robert Girond               | PS             | 18 112       | 38,87        | 23 792      | 47,93       |  |
|                | Gérard Chiquet              | FN             | 3 722        | 7,99         |             |             |  |
|                | Jean-Jacques Mansart        | PCF            | 3 689        | 7,92         |             |             |  |
|                |                             |                |              |              |             |             |  |
| Inscrits       | Inscrits                    | Inscrits       | 67 056       | 100,00       | 67 038      | 100,00      |  |
| Abstentions    | Abstentions                 | Abstentions    | 19 401       | 28,93        | 16 187      | 24,15       |  |
| Votants        | Votants                     | Votants        | 47 655       | 71,07        | 50 851      | 75,85       |  |
| Blancs et nuls | Blancs et nuls              | Blancs et nuls | 1 053        | 2,21         | 1 212       | 2,38        |  |
| Exprimés       | Exprimés                    | Exprimés       | 46 602       | 97,79        | 49 639      | 97,62       |  |